# Ski alpin aux Jeux olympiques de 1936
Pour des articles plus généraux, voir Ski alpin aux Jeux olympiques et Jeux olympiques d'hiver de 1936.
Navigation
Saint-Moritz 1948
Le ski alpin est inscrit pour la première fois au programme des Jeux olympiques en 1936, à Garmisch-Partenkirchen en Allemagne, avec un combiné.
Le Comité international olympique, fidèle à une conception pure et dure de l'amateurisme, interdit de compétition les moniteurs, considérés comme des professionnels : l'Autriche et la Suisse sont ainsi privés de leurs meilleurs coureurs.
Arnold Lunn, déjà agacé par la propagande nazie, se prononce alors en faveur d'un boycottage ; en vain.
Le conflit entre le Comité international olympique et la Fédération internationale de ski se poursuivra et le ski alpin ne sera pas inscrit au programme des Jeux olympiques de 1940, finalement annulés par la Seconde Guerre mondiale.
L'Allemagne réalise un doublé chez les hommes avec Franz Pfnür et Gustav Lantschner, un Autrichien fraîchement naturalisé allemand, et chez les femmes avec Christl Cranz, malgré une chute dans la descente, et Käthe Grasegger.
Le Français Émile Allais obtient la médaille de bronze.
Le Norvégien Birger Ruud, vainqueur de la descente, termine 4e du combiné et remporte une médaille d'or en saut à ski.

## Podiums
Les épreuves se sont déroulées du 7 au 9 février 1936.
| Épreuves       | Or                  | Argent                  | Bronze                   |
| -------------- | ------------------- | ----------------------- | ------------------------ |
| Combiné hommes | Franz Pfnür (GER)   | Gustav Lantschner (GER) | Émile Allais (FRA)       |
| Combiné femmes | Christl Cranz (GER) | Käthe Grasegger (GER)   | Laila Schou-Nilsen (NOR) |

## Résultats

### Hommes
| Rang | Athlète                   | Descente | Slalom | Moyenne |
| ---- | ------------------------- | -------- | ------ | ------- |
| 1    | Franz Pfnür (GER)         | 98.49    | 100.00 | 99.25   |
| 2    | Gustav Lantschner (GER)   | 96.38    | 96.13  | 96.26   |
| 3    | Émile Allais (FRA)        | 96.18    | 93.20  | 94.69   |
| 4    | Birger Ruud (NOR)         | 100.00   | 86.75  | 93.38   |
| 5    | Roman Wörndle (GER)       | 95.42    | 86.90  | 91.16   |
| 6    | Rudi Cranz (GER)          | 94.54    | 87.52  | 91.03   |
| 7    | Giacinto Sertorelli (ITA) | 94.23    | 86.54  | 90.39   |
| 8    | Alf Konningen (NOR)       | 95.67    | 84.45  | 90.06   |

### Femmes
| Rang | Athlète                  | Descente | Slalom | Moyenne |
| ---- | ------------------------ | -------- | ------ | ------- |
| 1    | Christl Cranz (GER)      | 94.12    | 100.00 | 97.06   |
| 2    | Käthe Grasegger (GER)    | 97.88    | 92.63  | 95.26   |
| 3    | Laila Schou-Nilsen (NOR) | 100.0    | 86.96  | 93.48   |
| 4    | Erna Steuri (SUI)        | 95.01    | 89.71  | 92.36   |
| 5    | Hady Pfeiffer (GER)      | 94.65    | 89.04  | 91.85   |
| 6    | Lisa Resch (GER)         | 98.70    | 78.77  | 88.74   |
| 7    | Hannemor Gram (en) (NOR) | 91.69    | 80.10  | 85.90   |
| 8    | Jeanette Kessler (GBR)   | 83.31    | 84.63  | 83.97   |

## Tableau des médailles
| Rang | Nation         | Or | Argent | Bronze | Total |
| ---- | -------------- | -- | ------ | ------ | ----- |
| 1    | Allemagne      | 2  | 2      | 0      | 4     |
| 2    | France Norvège | 0  | 0      | 1      | 1     |